# Carria dreisbachi
Carria dreisbachi là một loài tò vò trong họ Ichneumonidae.